# Criatura de Panamá
La criatura de Panamá (también monstruo de Panamá, ET de Panamá El bicho de Cerro Azul) se refiere a una criatura muerta fotografiada en un río de la localidad de Cerro Azul, Panamá, a mediados de septiembre de 2009. Después de que la criatura fuese descubierta y supuestamente matada por un grupo de cuatro adolescentes, las fotografías fueron cedidas al canal nacional de televisión Telemetro.
La difusión de la noticia se hizo viral a través de Internet y medios internacionales comparándolo con el monstruo de Montauk, descubierto en Nueva York en 2008. Surgieron especulaciones sobre la identidad de la criatura desde un perezoso sin pelaje, un extraterrestre o una nueva especie.
Una biopsia hecha por la Autoridad Nacional del Ambiente de Panamá (ANAM) determinó que el cadáver era de un perezoso macho, especie común del área. Según el estudio, el cuerpo habría caído al río unos dos días antes del «descubrimiento», y al estar sumergido su proceso de descomposición hizo que perdiera el pelaje, dando el aspecto inusual. Luego de ser identificado, funcionarios de ANAM procedieron a enterrarlo.